# Pierre Filoche
Pour les articles homonymes, voir Filoche (homonymie).
Pierre Filoche, né le 22 février 1951 à Châtellerault, dans la Vienne, en France, est un écrivain français, auteur de roman policier.

## Biographie
Il fait des études de sciences sociales à l'université de Poitiers, puis devient en 1983 chef de projet informatique.
À la fin des années 1970, il écrit des poèmes, puis publie en 1993 son premier roman, Le Banquet des ogres. Selon Claude Mesplède, « ce court roman, sans temps mort, à l'écriture soignée et efficace, est très réussi ». Il publie ensuite Lucky Rapt en 1994 et un « road story » Quand on n'a que la mort en 1997. Il participe à l'aventure du Poulpe avec la publication en 1998 de Eros les tanna tous.

## Œuvre

### Romans
- Le Banquet des ogres, Éditions Baleine, coll. « Coupes sombres » (1993)  (ISBN 2-909659-04-6), réédition Éditions Baleine coll. « Canaille-revolver » (1996)  (ISBN 2-84219-035-1)
- Lucky Rapt, Éditions Baleine, coll. « Canaille-revolver » (1994)  (ISBN 2-909659-08-9)
- Quand on n'a que la mort, Éditions Baleine, coll. « Canaille-revolver » no 61 (1997)  (ISBN 2-84219-060-2)
- Eros les tanna tous, Éditions Baleine, coll. « le Poulpe » no 123 (1998)  (ISBN 2-84219-145-5)
- Nanks, Éditions Baleine, coll. « Canaille-revolver » no 151 (1999)  (ISBN 2-84219-187-0)
- Le Septième Pilier, Éditions Baleine, coll. « Instantanés de polar » (2001)  (ISBN 2-84219-311-3)
- On ne demande pas la neige, Éditions Les contrebandiers, coll. « Petite noire » (2005)  (ISBN 2-915438-13-7) (autre titre Miel amer)
- Ce bel été 1964, Serge Safran éditeur (2020)  (ISBN 979-1097594534)
- Harcelé, Serge Safran éditeur  2022  (ISBN 9791090175891)

### Nouvelles
- Le Veau marengo, dans la revue 813 no 52 (juin 1995)
- Max, dans la revue Caïn no 24, La Loupiote (janvier 1998)
- Lançons sous la pluie, dans le recueil La Maison du bourreau, La Nouvelle Librairie (1998)  (ISBN 2-912688-04-3)
- Géronimo, dans le recueil Haras, La Nouvelle Librairie (1999)  (ISBN 2-912688-19-1)
- Point noir, dans Ligne noire no 9, Horizons Noirs (septembre 1999)
- Voix d'outre siècle, illustré par Jean-Paul Ruiz  (ISBN 2-911637-13-5)
- Une retraite au soleil, dans Ligne noire spécial festival 2000, Horizons Noirs (2000)
- 256 francs, dans Ligne noire no 12, Horizons Noirs (septembre 2001)
- Jour des miracles, dans Ligne noire no 15-16, Horizons Noirs (mars 2003)

## Sources
: document utilisé comme source pour la rédaction de cet article.
- Claude Mesplède (dir.), Dictionnaire des littératures policières, vol. 1 : A - I, Nantes, Joseph K, coll. « Temps noir », 2007, 1054 p. (ISBN 978-2-910-68644-4, OCLC 315873251), p. 744-745